# Salmagne
Salmagne és un municipi francès situat al departament del Mosa i a la regió del Gran Est. L'any 2007 tenia 304 habitants.

## Demografia

### Població
El 2007 la població de fet de Salmagne era de 304 persones. Hi havia 118 famílies, de les quals 24 eren unipersonals (8 homes vivint sols i 16 dones vivint soles), 39 parelles sense fills, 51 parelles amb fills i 4 famílies monoparentals amb fills.
La població ha evolucionat segons el següent gràfic:
Habitants censats

### Habitatges
El 2007 hi havia 126 habitatges, 117 eren l'habitatge principal de la família, 5 eren segones residències i 4 estaven desocupats. Tots els 126 habitatges eren cases. Dels 117 habitatges principals, 113 estaven ocupats pels seus propietaris, 2 estaven llogats i ocupats pels llogaters i 2 estaven cedits a títol gratuït; 1 tenia dues cambres, 14 en tenien tres, 27 en tenien quatre i 76 en tenien cinc o més. 93 habitatges disposaven pel capbaix d'una plaça de pàrquing. A 46 habitatges hi havia un automòbil i a 61 n'hi havia dos o més.

### Piràmide de població
La piràmide de població per edats i sexe el 2009 era:
| Homes | Edats   | Dones |
| ----- | ------- | ----- |
| 4     | 95 o +  | 0     |
| 0     | 90 a 94 | 4     |
| 0     | 85 a 89 | 4     |
| 0     | 80 a 84 | 0     |
| 0     | 75 a 79 | 4     |
| 8     | 70 a 74 | 4     |
| 12    | 65 a 69 | 0     |
| 4     | 60 a 64 | 12    |
| 8     | 55 a 59 | 4     |
| 8     | 50 a 54 | 12    |
| 12    | 45 a 49 | 4     |
| 24    | 40 a 44 | 20    |
| 8     | 35 a 39 | 24    |
| 8     | 30 a 34 | 4     |
| 4     | 25 a 29 | 4     |
| 8     | 20 a 24 | 4     |
| 8     | 15 a 19 | 16    |
| 24    | 10 a 14 | 0     |
| 12    | 5 a 9   | 16    |
| 4     | 0 a 4   | 4     |

## Economia
El 2007 la població en edat de treballar era de 211 persones, 153 eren actives i 58 eren inactives. De les 153 persones actives 134 estaven ocupades (77 homes i 57 dones) i 19 estaven aturades (10 homes i 9 dones). De les 58 persones inactives 12 estaven jubilades, 15 estaven estudiant i 31 estaven classificades com a «altres inactius».

### Ingressos
El 2009 a Salmagne hi havia 124 unitats fiscals que integraven 331 persones, la mediana anual d'ingressos fiscals per persona era de 19.766 €.

### Activitats econòmiques
Dels 7 establiments que hi havia el 2007, 1 era d'una empresa de fabricació de material elèctric, 4 d'empreses de construcció, 1 d'una empresa de comerç i reparació d'automòbils i 1 d'una empresa classificada com a «altres activitats de serveis».
Dels 5 establiments de servei als particulars que hi havia el 2009, 1 era un paleta, 3 lampisteries i 1 perruqueria.
L'any 2000 a Salmagne hi havia 6 explotacions agrícoles.

## Equipaments sanitaris i escolars
El 2009 hi havia una escola elemental integrada dins d'un grup escolar amb les comunes properes formant una escola dispersa.

## Poblacions més properes
El següent diagrama mostra les poblacions més properes.